# Peixe-batata
Peixe-batata ou peixe-do-alto, conhecido como cabezón em espanhol, (Lopholatilus villarii, Miranda-Ribeiro, 1915) é um peixe marinho da família Malacanthidae.
- É encontrado no Atlântico sul, desde o Rio Grande do Norte (Brasil) até a Argentina.

## Sinonímia
- Lopholatilus abbreviatus, Lahille, 1930